# Dědivost
Dědivost (heritabilita) udává, jak velká část proměnlivosti znaku je zapříčiněna genetickými faktory, takže ji lze vypočítat jako podíl variance (rozptylu) fenotypu způsobený genetickými faktory (VG) a celkového rozptylu hodnot fenotypu (VP). Tento výraz označujeme jako heritabilitu v širokém smyslu (broad-sense heritability) a označujeme ji H2:
{\displaystyle H^{2}={\frac {V_{G}}{V_{P}}}}
H2 může teoreticky nabývat hodnot od 0 do 1, pokud je např. H2 = 0, je variance fenotypu plně závislá na faktorech prostředí ), při H2 = 1 naopak faktory prostředí nemají žádný vliv a veškerý pozorovaný rozptyl závisí na faktorech genetických (např. krevní skupina).
VG je ovšem složená veličina, u které rozlišujeme minimálně tři základní složky. Jednou z nich je tzv. aditivní účinek genů (VA), kdy výsledný efekt odpovídá součtu působení jednotlivých aktivních alel. U některých genů se ovšem uplatňuje princip dominance a recesivity, takže účinek dané alely závisí také na typu alely na homologním chromosomu. Tato složka rozptylu fenotypu vyvolaná působením dominance (VD) není aditivní. To platí i pro poslední uvažovanou složku, složku genetických nealelních interakcí (epistáze) – VI.
{\displaystyle V_{G}=V_{A}+V_{D}+V_{I}}
Pro výpočet podílu aditivní složky (VA) na celkové varianci fenotypu, proto byl zaveden termín heritabilita v úzkém smyslu (narrow-sense heritability), označuje se jako h2 a platí pro ní vztah
{\displaystyle h^{2}={\frac {V_{A}}{V_{P}}}}
Heritabilitu lze vypočítat, či spíše odhadovat pomocí řady postupů, např. regresí v rodinách, studiem dvojčat (ACE model, ADE model) atp. Je však nutno uvažovat i korelace (resp. kovariance), jinak mohou býti interpretace výsledků značně zkreslené. Součet variancí totiž obecně určuje Bienaymého identita, která obsahuje i kovariance. Ovšem obecně i korelace neimplikuje kauzalitu (dědivost) a skrytá zavádějící proměnná může způsobit značné chyby v modelech jako ACDE.
Dědivost znaků může mít značný rozptyl jako je tomu na příklad u částí tváře.